# 王家欣
《王家欣》（英語：Wong Ka Yan）是一部2015年的香港電影，由劉偉恒首次執導，黃又南、吳千語、泰臣主演。

## 故事綱目
此劇根據真人真事改編而成。
1992年，居於坪洲的陳俊賢（黃又南 飾）在九龍的電影院遇見了一位名叫王家欣（盛君 飾）的女售票員，陳俊賢對她一見鍾情，但是命運的安排，陳俊賢翌日再往電影院找王家欣，發現她已經離職。因陳俊賢之前沒有取得那位王家欣的聯絡方法，他決定設法尋找她，可是在香港名叫「王家欣」的人眾多，在互聯網沒有被廣泛應用的1992年，要在人海中尋找一個只知其名字的人如同大海撈針。
陳俊賢卻不放棄，他致電電台廣播節目希望藉此聯絡到那位王家欣，卻被收聽節目的另一個「王家欣」（吳千語 飾）作弄，假扮那位王家欣約陳俊賢出來讓他呆等，豈料陳俊賢卻真的呆等了兩天。最後「王家欣」現身嘲笑陳俊賢，並揶揄他應將電話簿上成千上萬個姓王的住戶都打一次電話，才能找到他想找的人。豈料陳俊賢真的日日夜夜地打電話，結果「王家欣」接到陳俊賢的電話，知道他竟依照自己的戲言尋找那位王家欣。「王家欣」覺得陳俊賢這樣尋人是大海撈針，根本不可能找到。雖然如此，她卻被陳俊賢鍥而不捨的決心打動，於是來到坪洲陪伴他尋找心中的那位王家欣。他們在尋找過程中，遇到多個不同性別、年齡及背景的『王家欣』，但始終找不到陳俊賢想找的那個王家欣。漸漸地，「王家欣」愛上了陳俊賢，陳俊賢拒絶了她的愛意，因為他愛的是在戲院偶遇的那位王家欣。後來，「王家欣」發現了一個大秘密，原來陳俊賢一直尋找的女子，名字並不是王家欣……
2015年，一個名叫阿欣的女子（梁詠琪 飾），乘渡輪入坪洲，尋找陳俊賢及了解他當年尋找王家欣的故事....
中國大陸公映版本
片名改為《尋找心中的你》，故事加插了陳俊賢（黃又南 飾）邂逅的女售票員阿欣（盛君 飾）更多的故事。1992年阿欣與陳俊賢初相識當晚，阿欣上了九龍巴士11線後，隔着巴士窗口向陳俊賢說「明天就去海景餐廳工作了」，但陳俊賢卻聽不到她的說話。其後故事線分別三次以回憶形式插敘至1992年，講及當年阿欣在海景餐廳工作以及與男朋友(鄒文正飾，即譚耀文所飾演角色的1992年時期)由認識、被追求到相戀的愛情經歷，並透過2015年住在坪洲的根叔(張雷 飾)和餐廳老闆(李克勤 飾)的口中，得知陳俊賢与「王家欣」（吳千語 飾）在1992年期間所一同經歷的事。

## 演員表

### 主要角色
- 黃又南 飾 陳俊賢
- 吳千語 飾 王家欣
- 泰臣 飾 喪Paul (原名王家欣）

### 特別演出
- 盛君 飾 王安欣（1992年）
- 劉美君 飾 陳惠妍（陳俊賢家姐）

### 友情客串
- 單立文 飾 結他手王家欣
- 白彪 飾 戲院職員紹叔
- 雪梨 飾 黃細妹
- 張雷 飾 根叔
- 梁詠琪 飾 王安欣（2015年）
- 李克勤 飾 坪洲西餐廳老闆（2015年）
- 譚耀文 飾 王安欣男朋友（2015年）
- 尹揚明 飾 私家偵探王家欣
- 尹　光 飾 中環碼頭街頭歌手
- 黄山怡 飾 寶石戲院售票員
- 李靜儀 飾 中醫診所護士
- 關楚耀 飾 王家欣中學同學
- 周俊偉 飾 坪洲西餐廳經理 辛先生 (1992年)
- 何嘉麗 飾 電台DJ 嘉嘉
- 龔慈恩 飾 「吳千語」——王家欣的母親
- 陳逸寧 飾 王家欣中學同學
- 陸劍青
- 鄒文正 飾 王安欣男朋友（1992年）（只在中國大陸版）
- 彭家麗 聲演  王安欣（1992年）(只在香港粵語版本)

## 歌曲
- 主題曲：
  - 黃又南〈給王家欣〉（2015；作曲：劉偉恒／填詞：陳詠謙／編曲、監製：伍樂城）
- 插曲：
  - 草蜢〈永遠愛著你〉（1992；作曲：Srifa、甘志偉／填詞：潘偉源／編曲：甘志偉）

## 取景
- 旺角豪華戲院
- 紅磡寶石戲院
- 坪洲
- 中環碼頭

## 電影宇宙
同一導演劉偉恒執導的2018年愛情電影《某日某月》的片尾彩蛋中，在1992年香港的電影宇宙中，王家欣 (吳千語 飾)來到《某日某月》劇中的文具店裡內與明叔(鄭丹瑞 飾)和王子月(湯怡 飾)有互動的情節。

## 獎項
- 《美國加洲獨立電影節2015》——傑出男主角獎（黃又南）
- 《美國加洲獨立電影節2015》——傑出女主角獎（吳千語）
- 第35屆香港電影金像獎最佳原創電影歌曲歌曲提名 ——〈給王家欣〉（作曲：劉偉恆、填詞：陳詠謙、演唱：黃又南）

## 以「尋人」作題材的其他香港作品
- 2007年香港獨立短片《黃梓澄尋黃梓澄》同以「尋人」作題材，但不同的是《王》片的男主角是要尋找一個心愛的「王家欣」，而《黃》片則是記錄導演黃梓澄尋找香港其他同樣叫「黃梓澄」的人的故事[2]
- 2021年無綫電視節目《尋人記》
- 2022年無綫電視節目《尋人記II》

## 以「尋人」的其他香港真人真事
- 約2010年起，旺角行人專用區一名老伯親手製作的尋人告示上，得知他在1982年5月7日，在乘搭由旺角開往荃灣的33M巴士線時相遇的一位少女[3][4]。

## 外部連結
- 《王家欣》的Facebook專頁
- 《王家欣 （页面存档备份，存于）》在香港雅虎的電影頁面（繁體中文）
- 香港影庫上《王家欣》的資料（繁體中文）
- 開眼電影網上《王家欣》的資料（繁體中文）
- 豆瓣电影上《王家欣》的資料 （简体中文）
- 时光网上《王家欣》的資料（简体中文）
- 互联网电影数据库（IMDb）上《王家欣》的资料（英文）